# Malls d'Estallobago
Els Malls d'Estallobago és una muntanya de 2.254 metres que es troba al municipi de la Vall de Boí, a la comarca de l'Alta Ribagorça.